# 1987 100 legnagyobb slágere
Ez a lista a Billboard első Hot 100 zenéjét tartalmazza 1987-ből.
| Helyezés | Szám                                           | Előadó                                 |
| -------- | ---------------------------------------------- | -------------------------------------- |
| 1        | "Walk Like an Egyptian"                        | The Bangles                            |
| 2        | "Alone"                                        | Heart                                  |
| 3        | "Shake You Down"                               | Gregory Abbott                         |
| 4        | "I Wanna Dance with Somebody (Who Loves Me)"   | Whitney Houston                        |
| 5        | "Nothing's Gonna Stop Us Now"                  | Starship                               |
| 6        | "C'est La Vie (dal)"                           | Robbie Nevil                           |
| 7        | "Here I Go Again"                              | Whitesnake                             |
| 8        | "The Way It Is"                                | Bruce Hornsby and the Range            |
| 9        | "Shakedown"                                    | Bob Seger                              |
| 10       | "Livin' on a Prayer"                           | Bon Jovi                               |
| 11       | "La Bamba"                                     | Los Lobos                              |
| 12       | "Everybody Have Fun Tonight"                   | Wang Chung                             |
| 13       | "Don't Dream It's Over"                        | Crowded House                          |
| 14       | "Always"                                       | Atlantic Starr                         |
| 15       | "With or Without You"                          | U2                                     |
| 16       | "Looking for a New Love"                       | Jody Watley                            |
| 17       | "Head to Toe"                                  | Lisa Lisa and Cult Jam                 |
| 18       | "I Think We're Alone Now"                      | Tiffany                                |
| 19       | "Mony Mony"                                    | Billy Idol                             |
| 20       | "At This Moment"                               | Billy Vera and the Beaters             |
| 21       | "The Lady in Red"                              | Chris de Burgh                         |
| 22       | "Didn't We Almost Have It All"                 | Whitney Houston                        |
| 23       | "I Still Haven’t Found What I’m Looking For"   | U2                                     |
| 24       | "I Want Your Sex"                              | George Michael                         |
| 25       | "Notorious"                                    | Duran Duran                            |
| 26       | "Only in My Dreams"                            | Debbie Gibson                          |
| 27       | "(I've Had) The Time of My Life"               | Bill Medley és Jennifer Warnes         |
| 28       | "The Next Time I Fall"                         | Peter Cetera és Amy Grant              |
| 29       | "Lean on Me"                                   | Club Nouveau                           |
| 30       | "Open Your Heart"                              | Madonna                                |
| 31       | "Lost in Emotion"                              | Lisa Lisa and Cult Jam                 |
| 32       | "(I Just) Died In Your Arms"                   | Cutting Crew                           |
| 33       | "Heart and Soul"                               | T'Pau                                  |
| 34       | "You Keep Me Hangin' On"                       | Kim Wilde                              |
| 35       | "Keep Your Hands to Yourself"                  | Georgia Satellites                     |
| 36       | "I Knew You Were Waiting (For Me)"             | Aretha Franklin és George Michael      |
| 37       | "Control"                                      | Janet Jackson                          |
| 38       | "U Got the Look"                               | Prince                                 |
| 39       | "Somewhere Out There"                          | Linda Ronstadt és James Ingram         |
| 40       | "Land of Confusion"                            | Genesis                                |
| 41       | "Jacob's Ladder"                               | Huey Lewis and the News                |
| 42       | "Who’s That Girl"                              | Madonna                                |
| 43       | "You Got It All"                               | The Jets                               |
| 44       | "Touch Me (I Want Your Body)"                  | Samantha Fox                           |
| 45       | "I Just Can’t Stop Loving You"                 | Michael Jackson Siedah Garrett-tel     |
| 46       | "Causing a Commotion"                          | Madonna                                |
| 47       | "In Too Deep"                                  | Genesis                                |
| 48       | "Let’s Wait Awhile"                            | Janet Jackson                          |
| 49       | "Hip to Be Square"                             | Huey Lewis and the News                |
| 50       | "Will You Still Love Me?"                      | Chicago                                |
| 51       | "Little Lies"                                  | Fleetwood Mac                          |
| 52       | "Luka"                                         | Suzanne Vega                           |
| 53       | "I Heard A Rumour"                             | Bananarama                             |
| 54       | "Don't Mean Nothing"                           | Richard Marx                           |
| 55       | "Songbird"                                     | Kenny G                                |
| 56       | "Carrie"                                       | Europe                                 |
| 57       | "Don't Disturb This Groove"                    | The System                             |
| 58       | "La Isla Bonita"                               | Madonna                                |
| 59       | "Bad"                                          | Michael Jackson                        |
| 60       | "Sign o’ the Times"                            | Prince                                 |
| 61       | "Change of Heart"                              | Cyndi Lauper                           |
| 62       | "Come Go with Me"                              | Exposé                                 |
| 63       | "Can't We Try"                                 | Dan Hill és Vonda Shepard              |
| 64       | "To Be a Lover"                                | Billy Idol                             |
| 65       | "Mandolin Rain"                                | Bruce Hornsby and the Range            |
| 66       | "Breakout"                                     | Swing Out Sister                       |
| 67       | "Stand by Me"                                  | Ben E. King                            |
| 68       | "Tonight, Tonight, Tonight"                    | Genesis                                |
| 69       | "Someday"                                      | Glass Tiger                            |
| 70       | "When Smokey Sings"                            | ABC                                    |
| 71       | "Casanova"                                     | LeVert                                 |
| 72       | "Rhythm Is Gonna Get You"                      | Gloria Estefan and Miami Sound Machine |
| 73       | "Rock Steady"                                  | The Whispers                           |
| 74       | "Wanted Dead or Alive"                         | Bon Jovi                               |
| 75       | "Big Time"                                     | Peter Gabriel                          |
| 76       | "The Finer Things"                             | Steve Winwood                          |
| 77       | "Let Me Be the One"                            | Exposé                                 |
| 78       | "Is This Love"                                 | Survivor                               |
| 79       | "Diamonds"                                     | Herb Alpert                            |
| 80       | "Point of No Return"                           | Exposé                                 |
| 81       | "Big Love"                                     | Fleetwood Mac                          |
| 82       | "Midnight Blue"                                | Lou Gramm                              |
| 83       | "Something So Strong"                          | Crowded House                          |
| 84       | "Heat of the Night"                            | Bryan Adams                            |
| 85       | "Nothing's Gonna Change My Love for You"       | Glenn Medeiros                         |
| 86       | "Brilliant Disguise"                           | Bruce Springsteen                      |
| 87       | "Just to See Her"                              | Smokey Robinson                        |
| 88       | "Who Will You Run To"                          | Heart                                  |
| 89       | "Respect Yourself"                             | Bruce Willis                           |
| 90       | "Cross My Broken Heart"                        | The Jets                               |
| 91       | "Victory"                                      | Kool & the Gang                        |
| 92       | "Don't Get Me Wrong"                           | The Pretenders                         |
| 93       | "Doing It All for My Baby"                     | Huey Lewis and the News                |
| 94       | "Right on Track"                               | Breakfast Club                         |
| 95       | "Ballerina Girl"                               | Lionel Richie                          |
| 96       | "Meet Me Half Way"                             | Kenny Loggins                          |
| 97       | "I've Been in Love Before"                     | Cutting Crew                           |
| 98       | "(You Gotta) Fight for Your Right (To Party!)" | Beastie Boys                           |
| 99       | "Funkytown"                                    | Pseudo Echo                            |
| 100      | "Love You Down"                                | Ready for the World                    |

## Fordítás
- Ez a szócikk részben vagy egészben  a   Billboard Year-End Hot 100 singles of 1987 című angol Wikipédia-szócikk ezen változatának fordításán alapul.  Az eredeti cikk szerkesztőit annak laptörténete sorolja fel. Ez a jelzés csupán a megfogalmazás eredetét és a szerzői jogokat jelzi, nem szolgál a cikkben szereplő információk forrásmegjelöléseként.